# Imanol de la Sota
Imanol de la Sota Aberasturi (Santurce, Vizcaya, 2 de abril de 1975) es un entrenador de fútbol español que actualmente dirige al Barakaldo CF de la Primera División RFEF.

## Trayectoria
Su carrera como técnico se inició en las categorías inferiores de la Cultural de Durango, llegando al primer equipo al que dirigiría en Tercera División durante las temporadas 2013-2014 y 2014-2015. En verano de 2015 ingresó en Lezama para dirigir al Juvenil de División de Honor del Athletic Club. Un año después, en la temporada 2016-17, sería segundo entrenador de Joseba Etxeberria en el CD Basconia.
En 2017 se marchó a la SD Eibar para dirigir a su equipo juvenil. En verano de 2019 regresó a Lezama de la mano de Rafa Alkorta para dirigir al Juvenil "A" de División de Honor. En la temporada 2020-21 se proclamó campeón del Grupo II de la División de Honor Juvenil de España.
El 7 de junio de 2021, firmó un contrato como entrenador del Bilbao Athletic de la Primera División RFEF.
El 13 de diciembre de 2021, es destituido como entrenador del Bilbao Athletic.
El 22 de junio de 2022, firma como entrenador del Barakaldo CF de la Tercera División RFEF.

## Clubes como entrenador
| Club                            | Liga                      | País   | Año         |
| ------------------------------- | ------------------------- | ------ | ----------- |
| Cultural de Durango             | Tercera División          | España | 2013 - 2015 |
| Athletic Club Juvenil "A"       | División de Honor Juvenil | España | 2015 - 2016 |
| C. D. Basconia (2.º Entrenador) | Tercera División          | España | 2016 - 2017 |
| SD Eibar Juvenil "A"            | División de Honor Juvenil | España | 2017 - 2019 |
| Athletic Club Juvenil "A"       | División de Honor Juvenil | España | 2019 - 2021 |
| Bilbao Athletic                 | Primera División RFEF     | España | 2021        |
| Barakaldo CF                    | Tercera División RFEF     | España | 2022 - 2023 |

## Palmarés

### Torneos nacionales
- Campeón del Grupo II de la División de Honor Juvenil de España. (1): (2020-2021).
- Campeón del Grupo IV de la Tercera Federación. (1): (2022-2023).[10]